# Open-source Ticket Request System
Pour le fonctionnement interne de Wikipédia, voir Wikipédia:OTRS.
 (mai 2020).
Si vous disposez d'ouvrages ou d'articles de référence ou si vous connaissez des sites web de qualité traitant du thème abordé ici, merci de compléter l'article en donnant les références utiles à sa vérifiabilité et en les liant à la section « Notes et références ».
Open-source Ticket Request System (OTRS, littéralement « système open source de requêtes par tickets ») est un logiciel open source de gestion de la relation client ou de gestion des services d'assistance. Une entreprise, une organisation ou une institution peut l'utiliser pour assigner des « tickets » aux requêtes qui lui sont faites via le centre d'assistance ou le service de dépannage. Ce système permet de faciliter le traitement des demandes d'assistance ou de dépannage et toute demande faite par téléphone ou courrier électronique. OTRS est distribué sous licence AGPL.

## Historique
Le projet OTRS a été créé en 2001.
| Version | Date              | Commentaire |
| ------- | ----------------- | --- |
| 0.5     | 9 avril 2002      | La première version officielle d'OTRS est disponible ; le noyau fonctionne. |
| 1.0     | 14 février 2003   | Après deux ans de développement, la première version stable d'OTRS est proposée. |
| 1.1     | 1er mai 2003      | Nombreuses améliorations de l'interface utilisateur et du terminal. |
| 1.2     | 16 février 2004   | Ajout de cinq nouvelles langues et d'une nouvelle base de données de FAQ. Implémentation de l'UTF-8 et de l'authentification unique. |
| 1.3     | 22 septembre 2004 | Modification de la structure des statistiques et ajout d'une fonctionnalité fuseau horaire. |
| 2.0     | 1er août 2005     | Après cinq ans de développement, OTRS 2.0 paraît. Les fonctionnalités principales sont PGP, S/MIME, une interface XML pour la base de données, et un outil de gestion de paquets permettant d'installer des applications additionnelles via un répertoire source sur le web. |
| 2.1     | 5 octobre 2006    | Gains de performance importants, nouvelles fonctionnalités. |

## Fonctionnement

### Assignation d'un nouveau ticket
Le système permet à des utilisateurs accrédités d'avoir accès à un système de « files d'attente » où ils peuvent consulter les courriels adressés à ces différentes adresses. Chaque file d'attente correspond à une adresse et les utilisateurs peuvent avoir accès à plusieurs files d'attente.
À chaque courriel entrant (ticket) est assigné un numéro d'identification (numéro de ticket), qui permet de suivre la conversation. Les courriels entrants sont listés par défaut par ordre d'apparition dans la file d'attente (du plus vieux au plus récent) et sont accessibles à tous les utilisateurs accrédités pour une file d'attente. Dès le moment où un utilisateur commence à répondre à un courriel, celui-ci est verrouillé et lui est assigné (il en devient propriétaire), empêchant ainsi les autres utilisateurs accrédités d'avoir accès en écriture au même courriel. Ce système permet d'éviter les doublons.
Lorsqu'un courriel a été traité, l'utilisateur accrédité peut le fermer (indiquer qu'il a répondu à la question), en choisissant de mentionner s'il a effectivement pu répondre à la question ou pas.

### Traitement des tickets
L'utilisateur dispose de plusieurs outils à sa disposition pour traiter les courriels entrants :
- un système de notification l'avertit qu'un nouveau courriel est arrivé dans la file d'attente dont il s'occupe ;
- il a la possibilité d'assigner un courriel à une autre file d'attente (changement de file) ou à un autre utilisateur plus qualifié pour répondre à la question posée (changement de propriétaire) ;
- il a la possibilité de verrouiller un ticket, de façon à le retirer de la file d'attente et se l'approprier pour traitement ultérieur ; il a aussi la possibilité de déverrouiller un message, le remettant dans la file d'attente appropriée ;
- il a la possibilité de changer le propriétaire d'un ticket, afin d'assigner un courriel à une personne en particulier ;
- une liste de modèles de réponse permet d'envoyer des réponses comportant déjà toutes les informations nécessaires (liens utiles, remerciements, explications diverses) ; ces modèles permettent de traiter les questions récurrentes de façon rapide et sûre ;
- il peut fermer un ticket lorsqu'il a répondu à celui-ci, ou lorsque celui-ci ne requiert pas de réponse ;
- il peut rajouter sur le ticket une note interne au système permettant ainsi de communiquer avec les autres utilisateurs accrédités et donner plus d'informations sur le message et la réponse qu'il a faite ;
- lorsqu'il a répondu à un ticket et que le destinataire choisit de prolonger la conversation, le ticket est automatiquement reconnu par son numéro d'identification et le système assure un suivi, assignant par défaut le ticket à la personne qui y a répondu en premier et l'avertissant qu'il a reçu une réponse.

Chaque ticket possède un historique, qui est consultable par les utilisateurs accrédités et permet de suivre le déroulement d'une conversation ainsi que d'avoir accès au statut du ticket et aux notes internes.

## Autres généralités
Depuis ses débuts, OTRS a été implémenté dans le langage de programmation Perl. L’interface Web est conviviale grâce à l’utilisation de JavaScript (qui peut être désactivé pour des raisons de sécurité). L'interface Web OTRS utilise Template Toolkit. OTRS peut être utilisé sur de nombreuses plates-formes UNIX ou similaires (par exemple, Linux , macOS , FreeBSD , etc.) ainsi que sur Microsoft Windows. Il est toujours conseillé d'intégrer OTRS à l'architecture de messagerie existante d'une entreprise, ce qui nécessite une coordination et une planification étroites avec le DSI.